# Anthony Colby
Anthony Colby (* 17. Februar 1979 in Dedham) ist ein ehemaliger US-amerikanischer Radrennfahrer.
Anthony Colby gewann 2005 zwei Etappen bei der Tour of Shenandoah und wurde Zweiter bei dem berühmten Mount Washington Hillclimb. Außerdem gewann er zwei Etappen beim Green Mountain Stagerace und konnte so auch die Gesamtwertung für sich entscheiden. 2006 fuhr er für das Continental Team Targetraining, für die er den Prolog beim Grenn Mountain Stagerace gewann und insgesamt Zweiter wurde. Ab 2007 fuhr er für das US-amerikanische Radsportteam Colavita/Sutter Home-Cooking Light. 2009 gewann er eine Etappe des Cascade Cycling Classic.

## Teams
- 2006 Targetraining
- 2007 Colavita/Sutter Home-Cooking Light
- 2008 Colavita/Sutter Home-Cooking Light
- 2009 Colavita/Sutter Home-Cooking Light
- 2010 Jelly Belly-Kenda